# Kościół Narodzenia Najświętszej Maryi Panny w Derczewie
Kościół Narodzenia Najświętszej Maryi Panny w Derczewie – katolicki kościół filialny zlokalizowany we wsi Derczewo w gminie Myślibórz, w powiecie myśliborskim (województwo zachodniopomorskie). Należy do parafii św. Wojciecha Biskupa i Męczennika w Krzemlinie.

## Historia i architektura
Kościół wzniesiony został w XIII wieku. Murowany z granitowej kostki, jest orientowaną budowlą salową, sytuowaną na rzucie prostokąta. W 1691 roku został przebudowany, przemurowano wówczas okna, a we wnętrzu, nad wejściem, założono drewnianą emporę organową. W XIX wieku nad zachodnią częścią nawy wzniesiono drewnianą wieżę dzwonną, od strony północnej dobudowano natomiast neogotycką zakrystię. Wieża, wykonana w konstrukcji drewnianej i oszalowana, nakryta jest dachem namiotowym i zwieńczona ośmioboczną latarnią.
W ścianie zachodniej znajduje się murowany z kamienia, ostrołukowy, dwuuskokowy portal wejściowy. Drugi dwuuskokowy portal, zamurowany, umieszczony jest w ścianie południowej. Znajduje się nad nim kamień z rytem przypominającym swoim kształtem chrystogram. W narożniku południowo-wschodnim, w 7. warstwie od dołu, wmurowany jest kamień z murarskim rytem szachownicy. Szczyty wschodni i zachodni, murowane z cegieł, pochodzą z czasów nowożytnych. Wszystkie okna w nawie, zamknięte łukami odcinkowymi, również są nowożytne. Ściana wschodnia jest w całości otynkowana.
Wnętrze kościoła nakrywa płaski, belkowany stop drewniany. W środku zachowało się epitafium z 1734 roku i dwie płyty nagrobne z początku XVIII wieku. W prezbiterium, w miejscu ołtarza głównego, znajduje się arkada ze zdobnymi głowicami pilastrów.
Po II wojnie światowej kościół został poświęcony jako świątynia katolicka w dniu 8 grudnia 1954 roku. 